# CFB Car Syndicate
Die CFB Car Syndicate Ltd. war ein britischer Hersteller von Cyclecars, der in Upper Norwood in London ansässig war. CFB stand für den Firmengründer Charles Frederick Beauvais, der später auch das Bow-V-Car baute und sich dann der Stellmacherei New Avon Body Company anschloss, die auch Karosserien für Standard, Crossley Motors und andere baute.
Von 1920 bis 1921 baute man dort den CFB, ein vierrädriges Cyclecar, von dem nur wenige Exemplare entstanden. Der luftgekühlte V2-Motor von Precision leistete 9 bhp (6,6 kW) und war mit einem Reibradgetriebe verbunden, dessen Übersetzungsverhältnis durch Verschieben des Abtriebsrades auf dem Konus stufenlos verstellt werden konnte. Die Motorkraft wurde über schrägverzahnte Stirnräder auf eine Hilfswelle und von dort mit Riemen an die Hinterachse weitergeleitet. Das Gewicht betrug 305 kg.